# Митло
Митло је насељено место у саставу општине Марина, Сплитско-далматинска жупанија, Република Хрватска.

## Историја
До територијалне реорганизације у Хрватској налазило се у саставу старе општине Трогир.

## Становништво
На попису становништва 2011. године, Митло је имало 75 становника.
| Број становника по пописима | Број становника по пописима | Број становника по пописима | Број становника по пописима | Број становника по пописима | Број становника по пописима | Број становника по пописима | Број становника по пописима | Број становника по пописима | Број становника по пописима | Број становника по пописима | Број становника по пописима | Број становника по пописима | Број становника по пописима | Број становника по пописима | Број становника по пописима |
| --------------------------- | --------------------------- | --------------------------- | --------------------------- | --------------------------- | --------------------------- | --------------------------- | --------------------------- | --------------------------- | --------------------------- | --------------------------- | --------------------------- | --------------------------- | --------------------------- | --------------------------- | --------------------------- |
| 1857                        | 1869                        | 1880                        | 1890                        | 1900                        | 1910                        | 1921                        | 1931                        | 1948                        | 1953                        | 1961                        | 1971                        | 1981                        | 1991                        | 2001                        | 2011                        |
| 291                         | 340                         | 323                         | 357                         | 404                         | 384                         | 406                         | 445                         | 502                         | 547                         | 585                         | 549                         | 212                         | 122                         | 128                         | 75                          |

Напомена: У 2001. смањено је издвајањем насеља Виновац. Од 1857. до 1971. садржи податке за насеље Виновац. У 1991. повећано је за део подручја насеља Близна Доња.

### Попис1991.
На попису становништва 1991. године, насељено место Митло је имало 291 становника, следећег националног састава:
| Попис 1991.‍  | Попис 1991.‍  | Попис 1991.‍ | Попис 1991.‍ | Попис 1991.‍ |
| ------------ | ------------ | ----------- | ----------- | ----------- |
|              |              |             |             |             |
| Хрвати       | Хрвати       |             | 287         | 98,62%      |
| Словаци      | Словаци      |             | 1           | 0,34%       |
| Срби         | Срби         |             | 1           | 0,34%       |
| неопредељени | неопредељени |             | 1           | 0,34%       |
| регион. опр. | регион. опр. |             | 1           | 0,34%       |
| укупно: 291  |              |             |             |             |